# Pulégone
La pulégone est une monoterpénétone monocyclique ayant une odeur agréable qui rappelle la menthe poivrée, le pouliot et le camphre. Elle est utilisée comme arôme, en parfumerie et en aromathérapie.

## Occurrence naturelle

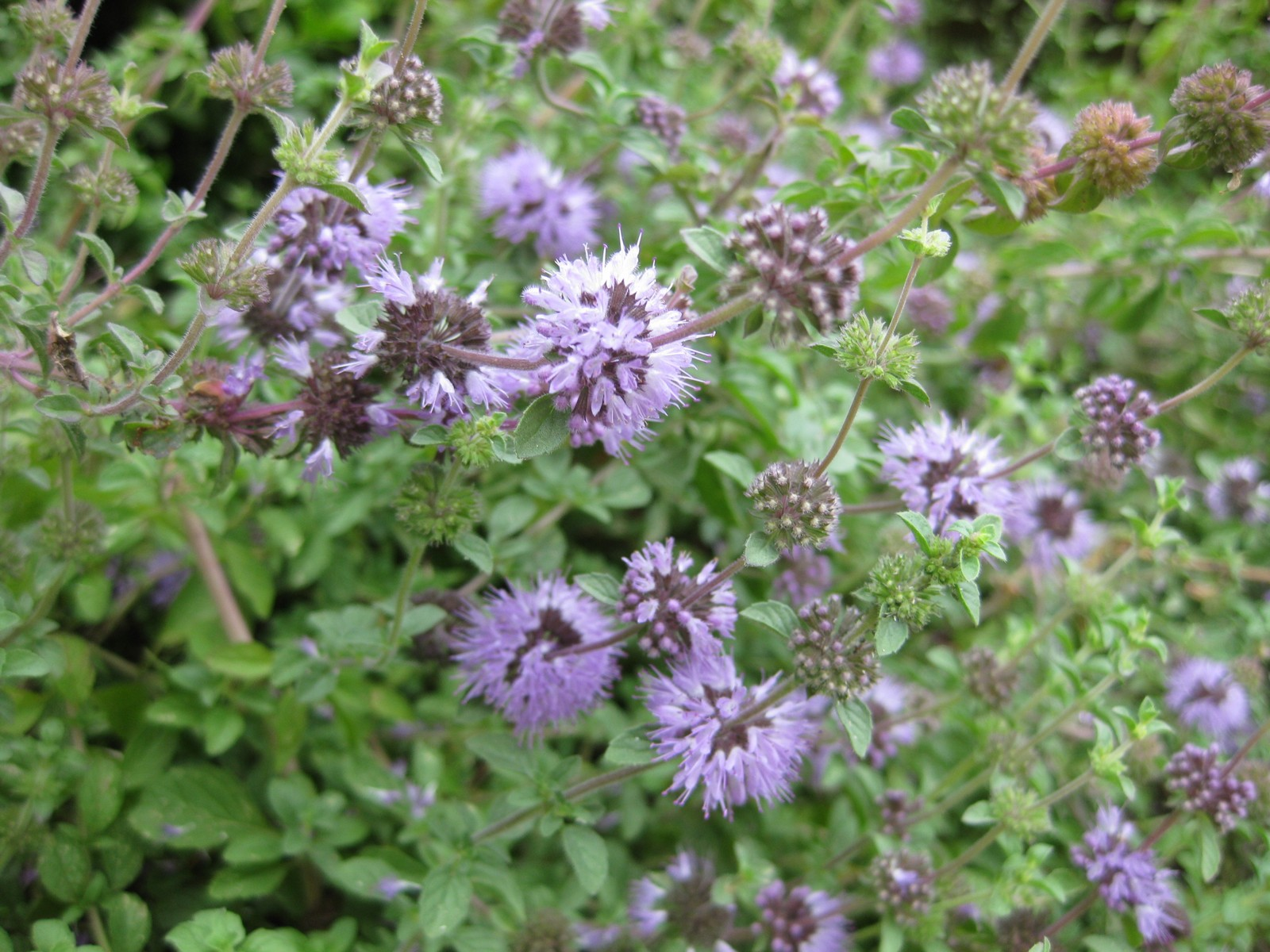
Menthe pouliot (Mentha pulegium)

La pulégone est présente dans toutes les parties de la menthe pouliot (Mentha pulegium), d'où elle tire son nom, mais aussi dans le pouliot américain (Hedeoma pulegioides), la cataire (Nepeta cataria - « herbe-aux-chats »), la cataire japonaise (Schizonepeta tenuifolia), la menthe poivrée (Mentha piperita),,, la menthe sylvestre (Mentha longifolia), le lierre terrestre (Glechoma hederacea), et Bursera graveolens.

## Utilisations
La pulégone sert de matière première dans la production de parfum pour savon et détergents et comme composant de répulsifs pour insectes.
Elle est ainsi utilisée comme réactif dans certains synthèses organiques, notamment :
- la synthèse du tétrahydrocannabinol (THC)  par condensation avec l'olivétol[10],
- la synthèsede l'acide (R)-(+)-citronellique, un intermédiaire dans la production de la leucine-d3[11],[12]
- la synthèse du (2S,4R,6R,8S)-2,4,8-triméthyl-1,7-dioxaspiro[5.5]undecane, un spirocétal utilisé comme insecticide[12]
- la synthèse de divers alcaloïde présent dans les plantes du genre Lycopodium, comme la (+)‐fawcettidine[13] ou l'(-)-huperzine A[14].

Une première hydrogénation catalytique de la liaison double C=C de la pulégone permet d'obtenir deux isom2res, la (-)-menthone et la (+)-isomenthone. Une seconde hydrogénation, cette fois de la liaison C=O, permet d'obetermnir respectivement le menthol, le néomenthol, le néoisomenthol et l'isomenthol.

## Toxicité
La pulégone est nocive pour la santé. Elle irrite le tube digestif, mais aussi la peau et les muqueuses. La pulégone peut provoquer des crampes, de l'acidose et des coliques. Il a été montré qu'elle était toxique chez le rat si consommée en grande quantité,.
La pulégone est aussi un insecticide, le plus puissant de trois insecticides naturellement présents dans les diverses espèces de menthe.
En octobre 2018, la FDA a retiré toute utilisation de la pulégone comme arôme artificiel dans les aliments, mais n'a pas interdit l'utilisation des produits en contenant naturellement.